# عقاب مارخور کاکلی
عقاب مارخور کاکلی (نام علمی: Spilornis cheela) نام یک گونه از سرده خال‌پرنده‌ها است.